# Jerry P. Lanier

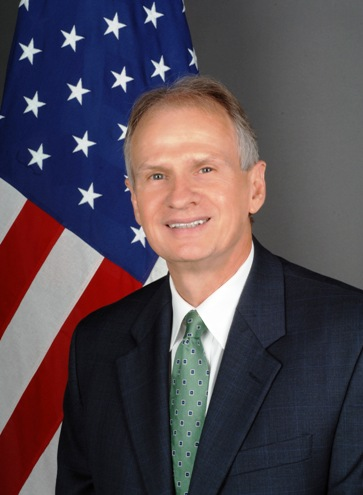
Jerry P. Lanier

Jerry Powell Lanier (* 19. Januar 1952; † 16. August 2022 in Charleston) war ein Botschafter der Vereinigten Staaten.

## Leben
Er erwarb einen Bachelor an der State University von Pembroke (North Carolina) und 1977 einen Master mit The Rise and Fall of the KKK in Southeastern North Carolina, 1950 to 1952 an der University of North Carolina at Chapel Hill. Im Anschluss arbeitete er drei Jahre als Dozent am Lehrstuhl für Geschichtswissenschaft der Universität von North Carolina in Charlotte.
Im Jahr 1983 trat er in den auswärtigen Dienst. Nach Tätigkeiten in den amerikanischen Botschaften von Manila, Nairobi und Accra wechselte er bis 1992 als Sachbearbeiter für südkoreanische Fragen in das Außenministerium der Vereinigten Staaten. Nachdem er in den Jahren von 1993 bis 1997 in der amerikanischen Botschaft in Bangkok gearbeitet hatte, wurde er 1997 wieder in das Außenministerium berufen. Hier war er erst als Legislative Officer for Africa und ab 1999 als stellvertretender Leiter der Abteilung Westafrika tätig.
Von 2001 bis 2002 war Jerry P. Lanier politischer Ratgeber des Befehlshabers der US-Truppen auf der Task Force Eagle Base, Tuzla in Bosnien-Herzegowina. Nach einjähriger Tätigkeit als stellvertretender Leiter der Abteilung Pakistan – Afghanistan – Bangladesh im Außenministerium der Vereinigten Staaten wurde Jerry P. Lanier 2003 bis 2006 zum stellvertretenden Botschafter in Accra, Ghana ernannt.
2007 wurde Jerry P. Lanier Leiter der Unterabteilung Sicherheit in der Abteilung Afrika, das mit dem African Contingency Operations Training and Assistance (ACOTA) Programm (Asymmetrische Kriegführung) befasst ist. In dieser Abteilung wird auch die politische Zusammenarbeit betreut und die US-Gesandten bei der afrikanischen Union unterstützt. Von November 2007 bis 2009 war Jerry P. Lanier Berater für das United States Africa Command in Stuttgart, Deutschland.
Von 2009 bis 2012 war Lanier Botschafter der Vereinigten Staaten in Uganda. Danach war er für kurze Zeit an der National Defense University tätig, bevor er im November 2012 als Principal Deputy Coordinator zum Bureau of Counterterrorism des Außenministeriums ging. Dort war er bis Februar 2014 tätig und wurde dann im Mai 2014 zum Botschafter im Sudan ernannt. Dieses Amt hatte er bis 2016 inne.